# Brazilian Bombshell: The Biography of Carmen Miranda
Brazilian Bombshell: The Biography of Carmen Miranda é um livro biográfico escrito por Martha Gil-Montero, que aborda a vida e a carreira da cantora Carmen Miranda. Publicado nos Estados Unidos em 25 de março de 1989 pela Dutton Books, também foi lançado no Brasil pela Editora Record.

## Sinopse
Martha Gil-Montero mergulhou profundamente em suas investigações, traçando a trajetória de Carmen Miranda desde suas raízes como uma jovem sambista até se tornar um turbulento símbolo internacional do vibrante espírito do carnaval carioca.

## Recepção
O jornal estadunidense Washington Post escreveu em sua crítica sobre o livro que "Brazilian Bombshell é exatamente o tipo de biografia que Carmen Miranda merece: afetuosa e generosa, mas honesta e realista".

## Versão brasileira
A Editora Record adquiriu os direitos de publicação no Brasil da biografia de Carmen Miranda por US$ 5 mil, além de 15% sobre as vendas. O livro, escrito por Martha Gil-Montero, foi lançado em maio de 1989 nos EUA após quatro anos de entrevistas e pesquisas em bibliotecas e arquivos brasileiros e americanos. A tradução ficou a cargo de Tati de Moraes, primeira mulher de Vinicius de Moraes, que conheceu a atriz e cantora.
Segundo a autora, o editor da Record, Alfredo Machado, inicialmente ofereceu US$ 1 mil, mas fez uma proposta final de US$ 5 mil após a Nova Cultura ter oferecido US$ 4 mil pelo livro".